# 阳虎之乱
阳虎之乱，公元前502年（周敬王十八年，鲁定公八年），鲁国季孙氏家臣阳虎发动的叛乱。
鲁国当时是季孙氏、叔孙氏、孟孙氏三桓执政，叔仲志在鲁国不得志，季寤、公鉏极、公山不狃不得志于季孙氏，叔孙辄不得志于叔孙氏。这五人依靠阳虎，阳虎想除去三桓，以季寤取代季孙氏，用叔孙辄取代叔孙氏，自己取代孟孙氏。前502年十月，按在位次序祭祀先公。十月初二日，在鲁僖公庙祭祀。阳虎准备在十月初三日蒲圃设享礼时，杀死季孙斯，命令都邑曲阜里的车兵在十月初四集合。孟孙氏的家臣公敛处父发现情况异常，和家主孟孙何忌约定以十月初三作为预定日期集结部队。阳虎驱车走在前边，林楚为季孙斯驾车，保卫的士兵手持铍、盾在两边夹护，阳虎的弟弟阳越走在最后。将到蒲圃，季孙斯说林楚世代是季孙氏家的忠良，劝说他带着自己投奔孟孙氏。孟孙氏挑选了三百个壮丁为公期在门外造房子。林楚鞭打乘马，到了大街上就飞奔而去，阳越用箭射他，没有射中，造房子的人关上大门。孟孙氏有人从门缝里用箭射杀阳越。阳虎劫持鲁定公和叔孙州仇以攻打孟孙氏。公敛处父率领成邑人从上东门进入，在南门里与阳虎作战，没有战胜。在棘下击败阳氏。阳虎脱去皮甲，到公宫拿出宝玉、大弓，住在曲阜的交通要道五父之衢，自己睡下，让人做饭。他的同伙说追兵快来了。阳虎说：“鲁国人听说我出去了，正高兴能晚点死了，怎会有空来追？”公敛处父请求追赶阳虎，孟孙何忌不答应。公敛处父想要杀死季孙斯，孟孙何忌害怕，就把季孙斯送回家去。季寤在季孙氏的祖庙里向祖宗祭告后逃走。阳虎进入讙地（今山东省宁阳县北）、阳关（今山东省泰安市东南）而叛变。前501年夏，阳虎送回宝玉、大弓。六月，鲁军进攻阳关，阳虎派人焚烧了莱门。鲁军惊恐，阳虎突围而逃亡到齐国。他向齐景公请求出兵去进攻鲁国，说：“进攻三次，一定能占取鲁国。”齐景公准备答应他。鲍文子劝谏，认为鲁国上下协调，百姓和睦，事奉大国，没有天灾。阳虎受到季孙的宠信，而准备杀死季孙，是主人的祸害。齐景公于是逮捕阳虎，准备把他囚禁在齐国东部边境。阳虎假装愿意到东部，齐景公把他囚禁在西部边境。阳虎借来当地的车子，用刀子深刻车轴，缠上麻后归还。阳虎在车上装上衣物，躺在里边逃走。齐国追上把他抓住，囚禁在齐都临淄。他再次躺在装衣物的车子里，逃到宋国，又逃到晋国，归顺赵氏。